# Carlos Godínez de Paz

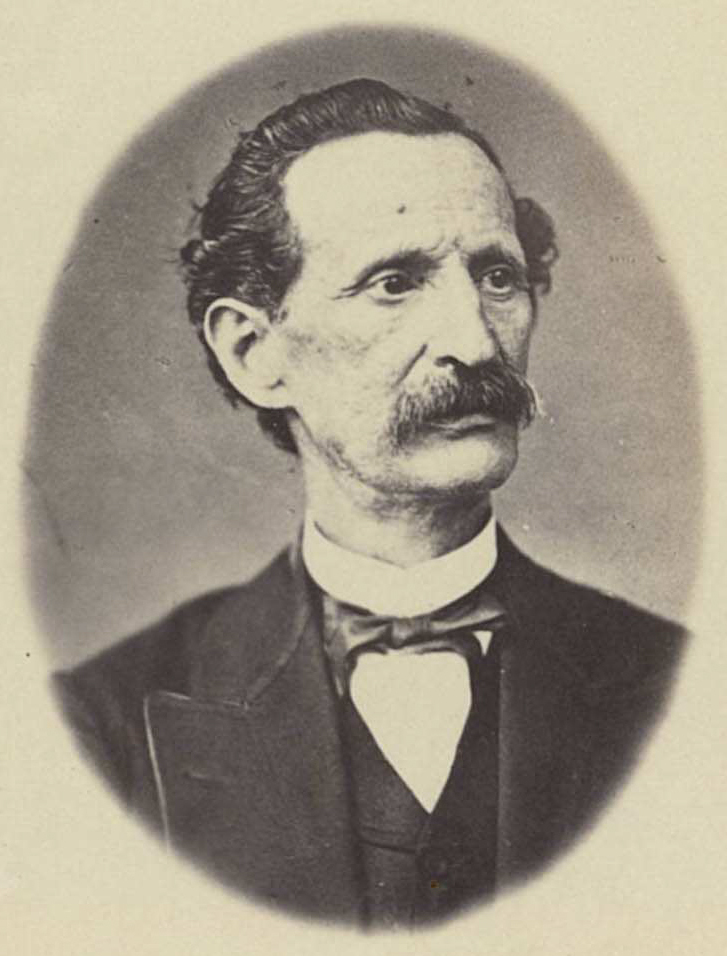
Retratado hacia 1869

Carlos Godínez de Paz y Sánchez (Villasbuenas de Gata, 1817-Perales del Puerto, 1895) fue un político, terrateniente, abogado y periodista español.

## Biografía
Nació el 4 de noviembre de 1817 en el municipio cacereño de Villas-Buenas. Abogado y hombre público, perteneció en diferentes épocas al Congreso y al Senado. Colaboró en varios periódicos, además de ser también redactor del periódico madrileño La Discusión. Habría llegado a ser uno de los principales terratenientes de su época en la provincia de Cáceres. Murió el 4 de enero de 1895 en Perales.